# Силвис (Илиноис)
Силвис (енгл. Silvis) град је у америчкој савезној држави Илиноис. По попису становништва из 2010. у њему је живело 7.479 становника.

## Демографија
Према попису становништва из 2010. у граду је живело 7.479 становника, што је 210 (2,9%) становника више него 2000. године.
| Група             | 2000.         | 2010.         |
| Белци             | 5.831 (80,2%) | 5.666 (75,8%) |
| Афроамериканци    | 251 (3,5%)    | 377 (5,0%)    |
| Азијати           | 59 (0,8%)     | 91 (1,2%)     |
| Хиспаноамериканци | 1.044 (14,4%) | 1.198 (16,0%) |
| Укупно            | 7.269         | 7.479         |